# Omeka
Omeka è un content manager open source gratuito per la creazione di collezioni, archivi digitali ed esposizioni online. Il nome deriva da una parola Swahili che significa "apparecchiare", "esporre" ma anche "parlare".

## Omeka Classic
Il software permette agli utenti di creare database di fonti storiche ed esibizioni virtuali su di essi basati. L'utente può ampliare le funzioni del software attraverso plugin e la veste grafica delle esposizioni digitali attraverso l'installazione di temi. Omeka differisce da altri content manager usati tradizionalmente da archivi istituzionali, software come DSpace e Fedora, perché offre nativamente la possibilità di attribuire i metadati agli oggetti attraverso il vocabolario standard Dublin Core.
Il software è sviluppato e mantenuto dal Roy Rosenzweig Center for History and New Media presso la George Mason University. Il progetto, nato nel 2007 e inizialmente finanziato dall'Institute of Museums and Library Services, intendeva agli albori fornire a piccole istituzioni e singoli ricercatori la possibilità di creare esibizioni virtuali i cui oggetti fossero facili da catalogare, documentare e condividere online. Omeka è in realtà oggi usato da istituzioni importanti quali New York Public Library, dalla Newberry Library, e da molti altri musei e società, oltre che nella didattica universitaria, per insegnare le pratiche di curatela digitale..

## Omeka S
Nel novembre del 2017 la Roy Rosenzweig Center for History and New Media ha distribuito Omeka S, una nuova versione di Omeka pensata per le istituzioni. Il software offre la possibilità di creare database diversi sulla stessa piattaforma e di creare esposizioni dalle fonti in esse contenuti. Al contrario di Omeka Classic gli oggetti in Omeka S sono pubblicati in formato linked data e possono essere integrati nel web semantico. Il software originale continua ad esistere a fianco di Omeka S e si focalizza sul servizio a privati e singoli ricercatori.